# Liste in Portugal bekannter Persönlichkeiten aus Osttimor
Die Liste in Portugal bekannter Persönlichkeiten aus Osttimor führt bekannte Portugiesen und in Portugal bekannte Persönlichkeiten auf, die im ostasiatischen Inselstaat Osttimor geboren wurden. Die Liste ist alphabetisch sortiert und erhebt keinen Anspruch auf Vollständigkeit.
Der südostasiatische Inselstaat Osttimor war von 1515 bis 1975 als Portugiesisch-Timor eine Portugiesische Kolonie. Osttimor und Portugal stehen bis heute in engen Beziehungen.

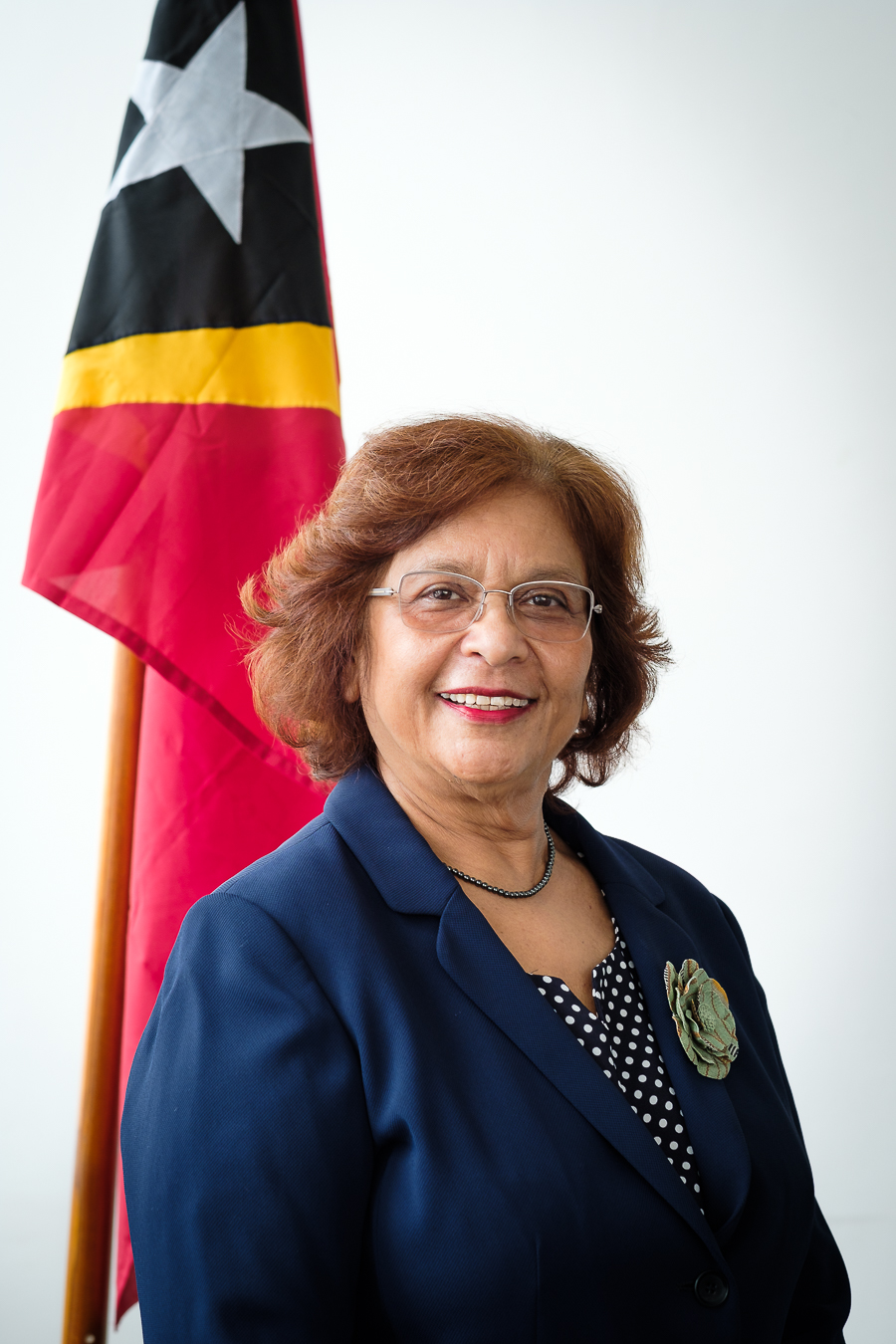
Ângela Carrascalão (als Justizministerin, 2019)

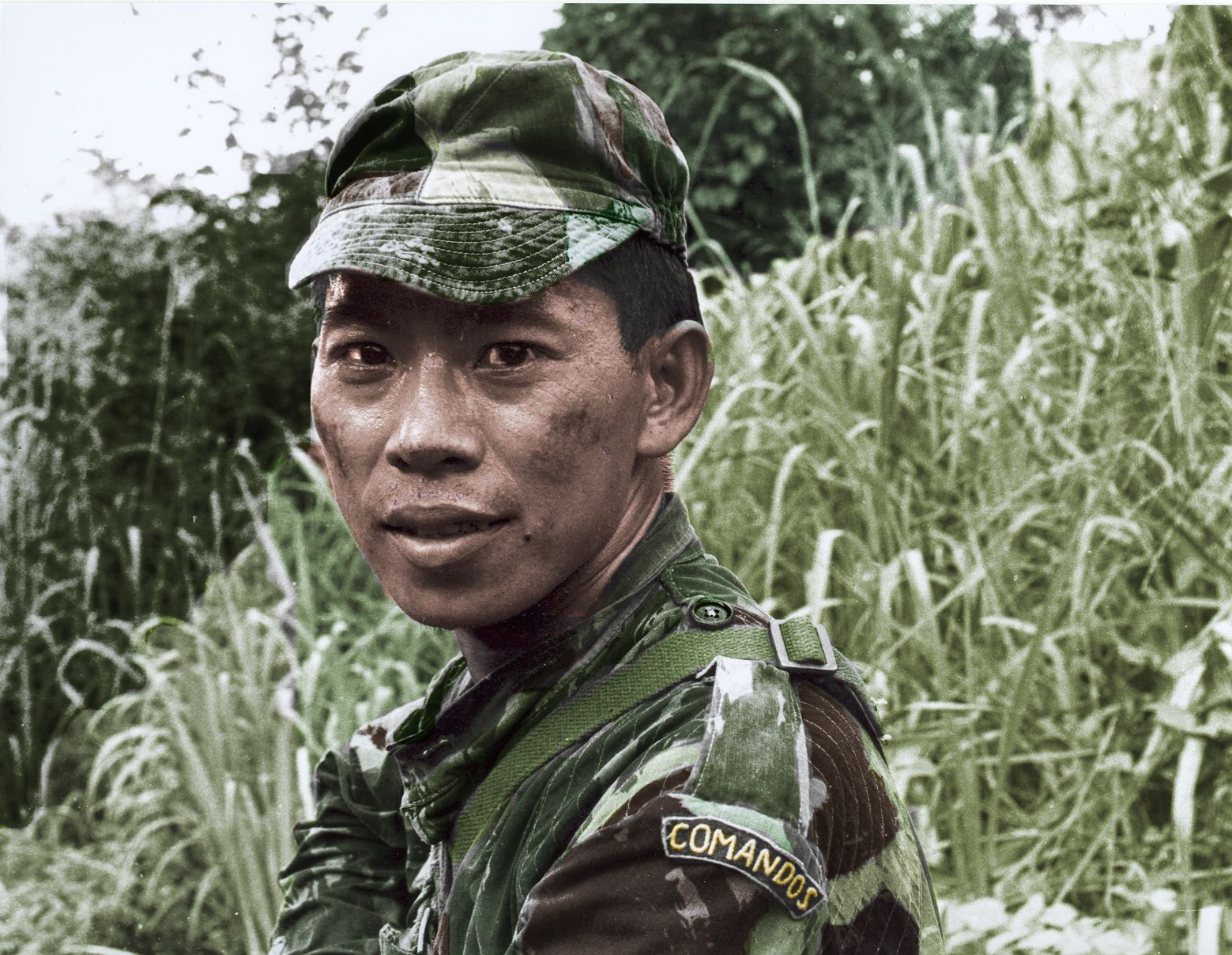
Chung Su Sing im portugiesischen Kolonialkrieg (1961–1975) in Angola

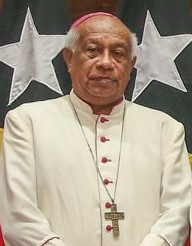
Basílio do Nascimento (2020)

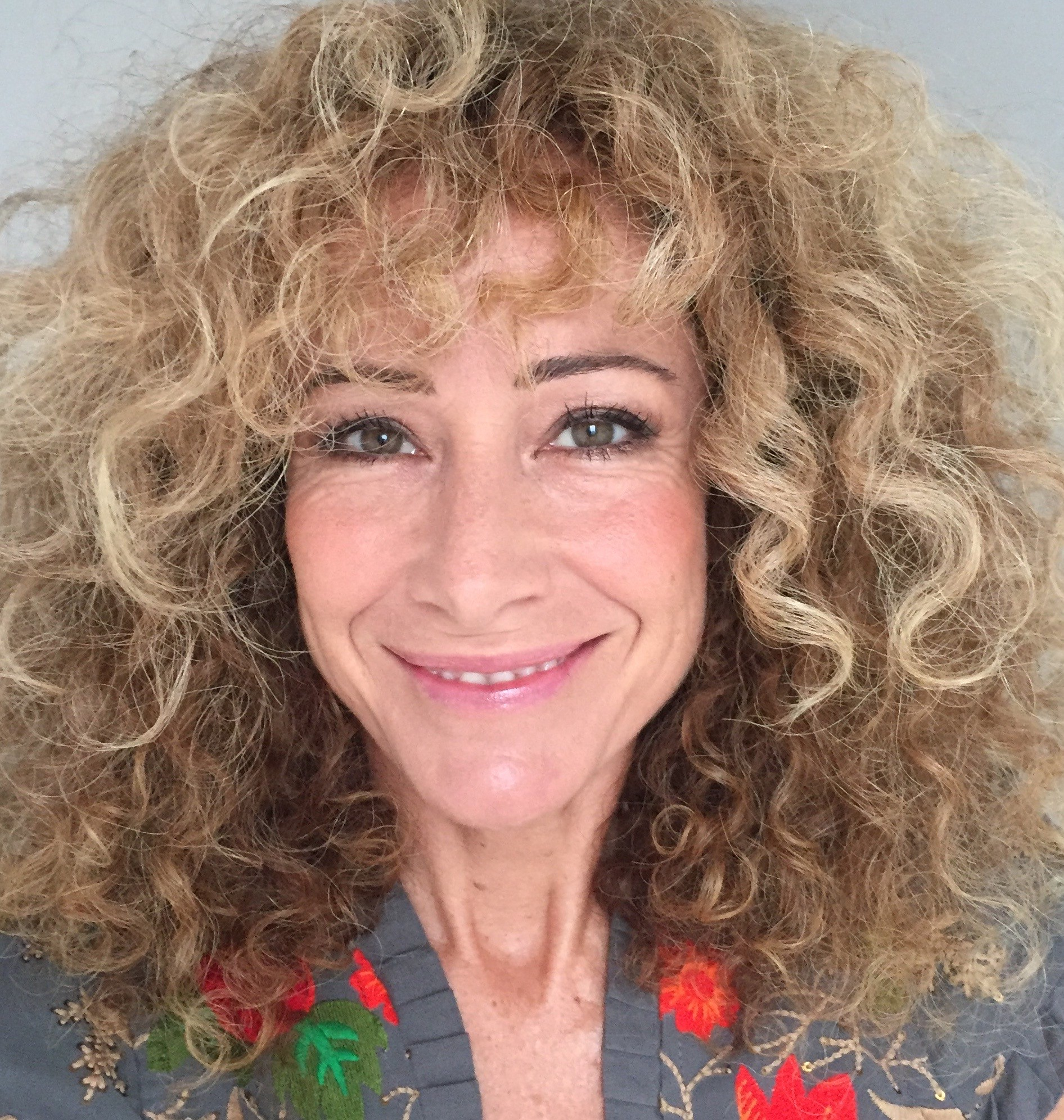
Sandra Pires (2021)

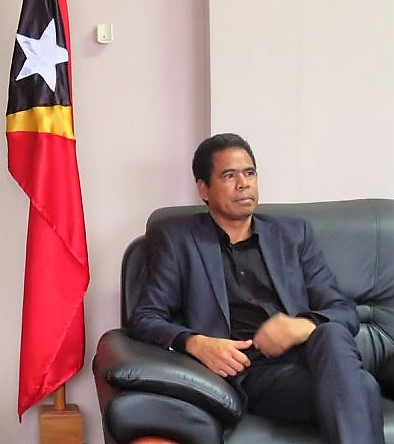
Valentim Ximenes (2018)

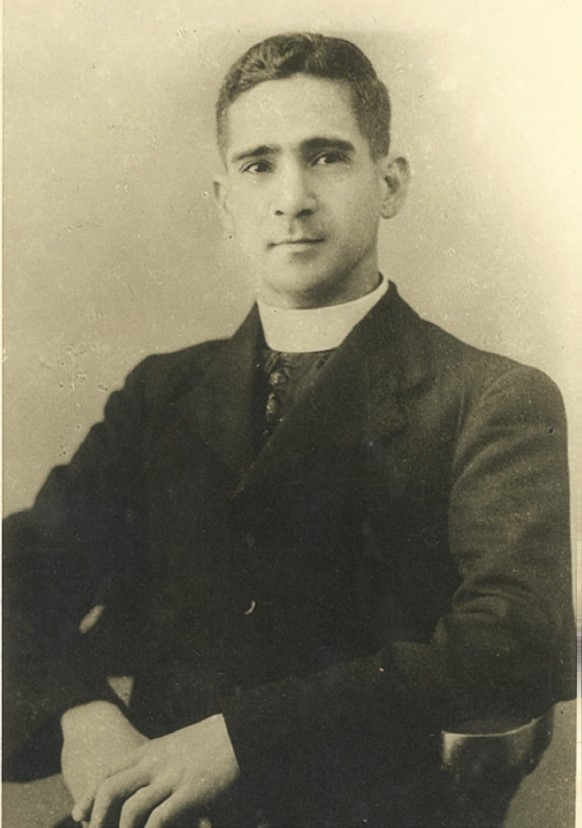
Jorge Barros Duarte

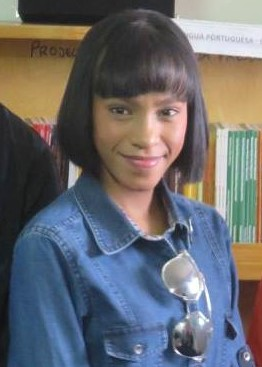
Maria Vitória (2017)

## A
- Alberto Araújo (1938–2020), Geistlicher, Philosoph und Unabhängigkeitsaktivist, Lehrer in Portugal
- Crisódio Araújo (1964–2021), Politiker und Schriftsteller, studentischer Aktivist und Autor in Portugal

## B
- Pascoela Barreto (* 1946), erste Botschafterin Osttimors in Portugal, lebte und arbeitete von 1970 bis in die 2010er Jahre in Portugal

## C
- Luís Cardoso (* 1958), osttimoresischer Schriftsteller in Portugal
- Ângela Carrascalão (* 1951), osttimoresische Journalistin, arbeitete auch für portugiesische Fernsehsender und Nachrichtenagenturen
- Natália Carrascalão Antunes (* 1952), portugiesische Politikerin
- Mário Viegas Carrascalão (1937–2017), Autor der ersten Studie über die portugiesische Kiefer
- Danina Coelho, Medizinerin, Expertin für Infektionskrankheiten in Portugal und Osttimor
- Zacarias da Costa (* 1864), Politiker, früherer Studentenvertreter in Portugal

## D
- Chloé Tilman Dindo, Juraabsolventin in Portugal und spätere Diplomatin dort
- Jorge Barros Duarte (1912–1995), Geistlicher und Politiker, 1965–1969 Vertreter Portugiesisch–Timors im portugiesischen Parlament

## G
- Carlos Galambas (* 1973), portugiesischer Sportmanager, Handballtrainer und ehemaliger Handballspieler
- Rui Augusto Gomes (* 1958), Akademiker und Politiker, Dozent an der Universität Porto

## L
- Martinho da Costa Lopes (1918–1991), Apostolischer Administrator von Dili, in Lissabon gestorben

## M
- César Mousinho († 1975), portugiesischer Kolonialverwalter, Militär und späterer Politiker in Osttimor

## N
- Basílio do Nascimento (1950–2021), osttimoresischer Priester in Portugal, Bischof und Vorsitzender der Timoresischen Bischofskonferenz

## P
- Sandra Pires (* 1969), portugiesisch-österreichische Sängerin

## S
- Chung Su Sing (1935–2022), portugiesischer Soldat und Polizist
- Fernando Sylvan (1917–1993), osttimoresisch-portugiesischer Schriftsteller

## V
- Maria Vitória (* 2001), Sängerin, gewann 2018 die populäre Castingshow The Voice Portugal

## X
- Cláudio de Jesus Ximenes, Richter am Obersten Gerichtshof Osttimors, war 14 Jahre lang Richter in Portugal
- Valentim Ximenes (* 1966), osttimoresischer Politiker und Hochschullehrer, u. a. an der Universität Coimbra